# Club Balonmano Cantabria
Le Club Balonmano Cantabria (CB Cantabria) est un club espagnol de handball basé à Santander et connu aussi sous le nom de Teka Cantabria ou Caja Cantabria.
Club phare en Espagne et en Europe dans les années 1990, il a remporté cinq coupes d'Europe, dont la Ligue des champions en 1994, ainsi que deux championnats d'Espagne et huit coupes nationales. De nombreuses stars firent partie de l'équipe à cette époque, dont Talant Dujshebaev, élu meilleur handballeur mondial de l'année en 1994 et 1996 sous le maillot du Teka, Mateo Garralda, Mats Olsson ou encore Mikhaïl Iakimovitch.
Dans l'élite du handball espagnol depuis 1983, le club ainsi que le CD Bidasoa Irún, autre club vainqueur de la Ligue des champions, sont relégués à l'issue de la saison 2006-2007. Finalement repêché, il est toutefois de nouveau rétrogradé en Liga B en juillet 2008 à cause de problèmes financiers. Le club ne se remettra pas de cette situation difficile et annoncera sa disparition peu de temps après.

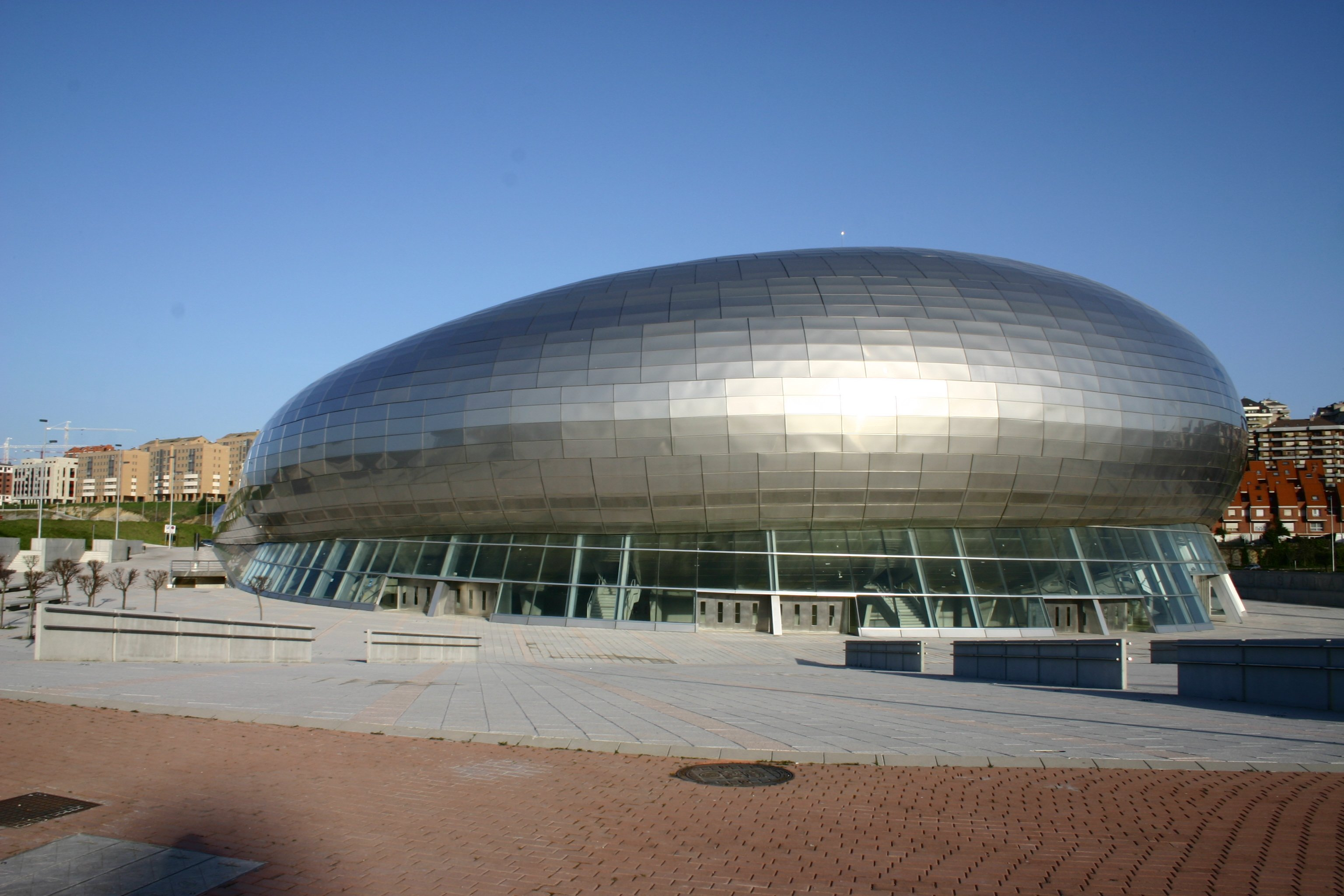
Palais des Sports dans lequel se produit, à domicile, le CB Cantabria.

## Palmarès

### Compétitions internationales
- Ligue des champions (C1)
  - Vainqueur (1) : 1994
  - Finaliste (1) : 1992
- Coupe des vainqueurs de coupe (C2)
  - Vainqueur (2) : 1990, 1998
  - Finaliste (2) : 1996, 1999
- Coupe de l'IHF (C3)
  - Vainqueur (1) : 1993
- Coupe du monde des clubs
  - Vainqueur (1) : 1997

### Compétitions nationales
- Championnat d'Espagne
  - Vainqueur (2) : 1993, 1994
  - Vice-champion (4) : 1989, 1990, 1991, 1996
- Coupe du Roi
  - Vainqueur (2) : 1989, 1995
  - Finaliste (1) : 1997
- Coupe ASOBAL
  - Vainqueur (4) : 1991, 1992, 1997, 1998
  - Finaliste (3) : 1993, 1995, 1996
- Supercoupe d'Espagne
  - Vainqueur (2) : 1992-93, 1994-95
  - Finaliste (3) : 1990-91, 1995-96, 1997-98

### Parcours détaillé
| Saison    | Championnat | Championnat          | Coupes nationales  | Coupes nationales  | Coupes nationales  | International*                |
| Saison    | Niveau      | Place                | Coupe du Roi       | Coupe ASOBAL       | Supercoupe         | International*                |
| --------- | ----------- | -------------------- | ------------------ | ------------------ | ------------------ | ----------------------------- |
| 1974-1975 | 2           | ?                    | Non qualifié       | Pas de compétition | Pas de compétition | Non qualifié                  |
| 1975-1976 | 2           | ?                    | Non qualifié       | Pas de compétition | Pas de compétition | Non qualifié                  |
| 1976-1977 | 2           | ?                    | Non qualifié       | Pas de compétition | Pas de compétition | Non qualifié                  |
| 1977-1978 | 2           | ?                    | Non qualifié       | Pas de compétition | Pas de compétition | Non qualifié                  |
| 1978-1979 | 2           | ?                    | Non qualifié       | Pas de compétition | Pas de compétition | Non qualifié                  |
| 1979-1980 | 2           | Barrages d'accession | Non qualifié       | Pas de compétition | Pas de compétition | Non qualifié                  |
| 1980-1981 | 2           | Barrages d'accession | Non qualifié       | Pas de compétition | Pas de compétition | Non qualifié                  |
| 1981-1982 | 2           | Barrages d'accession | Non qualifié       | Pas de compétition | Pas de compétition | Non qualifié                  |
| 1982-1983 | 2           | Vainqueur            | Non qualifié       | Pas de compétition | Pas de compétition | Non qualifié                  |
| 1983-1984 | 1           | 9e                   | Non qualifié       | Pas de compétition | Pas de compétition | Non qualifié                  |
| 1984-1985 | 1           | 5e                   | Demi-finaliste     | Pas de compétition | Pas de compétition | Non qualifié                  |
| 1985-1986 | 1           | 6e                   | Demi-finaliste     | Pas de compétition | Pas de compétition | C2 : Quart-de-finaliste       |
| 1986-1987 | 1           | 7e                   | Non qualifié       | Pas de compétition | Pas de compétition | Non qualifié                  |
| 1987-1988 | 1           | 5e                   | Quart-de-finaliste | Pas de compétition | Pas de compétition | Non qualifié                  |
| 1988-1989 | 1           | Finaliste            | Vainqueur          | Pas de compétition | Pas de compétition | Non qualifié                  |
| 1989-1990 | 1           | Finaliste            | Quart-de-finaliste | Pas de compétition | 3e                 | C2 : Vainqueur                |
| 1990-1991 | 1           | Finaliste            | Demi-finaliste     | Vainqueur          | Finaliste          | C2 : Demi-finaliste           |
| 1991-1992 | 1           | 5e                   | Demi-finaliste     | Vainqueur          | Demi-finaliste     | C1 : Finaliste                |
| 1992-1993 | 1           | Vainqueur            | Quart-de-finaliste | Finaliste          | Vainqueur          | C3 : Vainqueur                |
| 1993-1994 | 1           | Vainqueur            | Tour préliminaire  | Non qualifié       | Demi-finaliste     | C1 : Vainqueur                |
| 1994-1995 | 1           | 3e                   | Vainqueur          | Finaliste          | Vainqueur          | C1 : Phase de groupe          |
| 1995-1996 | 1           | Finaliste            | Quart-de-finaliste | Finaliste          | Finaliste          | C2 : Finaliste                |
| 1996-1997 | 1           | 3e                   | Finaliste          | Vainqueur          | Non qualifié       | C1 : Quart-de-finaliste       |
| 1997-1998 | 1           | 4e (1/2 finale)      | Demi-finaliste     | Vainqueur          | Finaliste          | C2 : Vainqueur CM : Vainqueur |
| 1998-1999 | 1           | 5e                   | Demi-finaliste     | Demi-finaliste     | Non qualifié       | C2 : Finaliste                |
| 1998-1999 | 1           | 5e                   | Demi-finaliste     | Demi-finaliste     | Non qualifié       | Sup : troisième               |
| 1999-2000 | 1           | 4e                   | Quart-de-finaliste | Demi-finaliste     | Non qualifié       | C2 : Quart-de-finaliste       |
| 2000-2001 | 1           | 9e                   | Non qualifié       | Non qualifié       | Non qualifié       | C3 : 3e tour                  |
| 2001-2002 | 1           | 6e                   | Quart-de-finaliste | Non qualifié       | Non qualifié       | Non qualifié                  |
| 2002-2003 | 1           | 7e                   | Quart-de-finaliste | Non qualifié       | Non qualifié       | Non qualifié                  |
| 2003-2004 | 1           | 9e                   | Quart-de-finaliste | Non qualifié       | Non qualifié       | C3 : Quart-de-finaliste       |
| 2004-2005 | 1           | 11e                  | Non qualifié       | Non qualifié       | Non qualifié       | Non qualifié                  |
| 2005-2006 | 1           | 13e                  | Non qualifié       | Non qualifié       | Non qualifié       | Non qualifié                  |
| 2006-2007 | 1           | 15e                  | Non qualifié       | Non qualifié       | Non qualifié       | Non qualifié                  |
| 2007-2008 | 1           | 14e                  | Non qualifié       | Non qualifié       | Non qualifié       | Non qualifié                  |

*C1 = Coupe des clubs champions/Ligue des champions ; C2 = Coupe des vainqueurs de coupe ; C3 = Coupe de l'IHF/EHF ; CM = Coupe du monde des clubs ; Sup = Supercoupe d'Europe.

## Personnalités liées au club

### Grands joueurs du club
- Kristján Arason (en) : de 1988 à 1991
- Robert Arrhenius (es) : de 2000 à 2003
- Oualid Ben Amor : de 2001 à 2008
- Gábor Császár : d'avril à juin 2008
- / Talant Dujshebaev : de 1992 à 1997, élu meilleur handballeur mondial de l'année en 1994 et 1996
- Marian Dumitru : de 1989 à 1990
- Mateo Garralda : de 1992 à 1994, élu meilleur arrière droit au Championnat du monde 1993
- José Javier Hombrados : de 1993 à 1995
- Mikhaïl Iakimovitch : de 1992 à 1999
- Venio Losert : de 2000 à 2001
- Juan Francisco Muñoz Melo : de 1988 à 1995
- Mats Olsson : de 1988 à 1994, champion d'Europe 1994 et vice-champion olympique 1992
- Danijel Šarić : de 2003 à 2004
- Alexandre Toutchkine : de 12/2000 à 2002
- Alberto Urdiales (es) : de 1993 à 2001
- Luka Žvižej : de 2003 à 2004

### Entraîneurs
Les entraîneurs successifs du club sont :
- Rafael Pastor : de 1975 à octobre 1985
- Luis Morante : d'octobre 1985 à 1987
- Javier García Cuesta : de 1987 à 1989
- Manolo Cadenas : de 1989 à 1991
- Emilio Alonso Río (es) : de 1991 à 1993
- Javier García Cuesta (2) : de 1993 à janvier 1994
- Julián Ruiz : de janvier 1994 à 1997
- Valentín Pastor : de 1997 à octobre 1998
- Jaime Puig (de) : d'octobre 1998 à 1999
- Jovica Elezović (en) : de 1999 à 2000
- Juan José Campo : de 2000 à 2001
- Julián Ruiz (2) : de 2001 à mars 2004
- Juan José Campo (2) : de mars à mai 2004
- Alberto Urdiales (es) : de 2004 à 2006
- Fran Ávila : de 2006 à 2007
- Juan Domínguez Munaiz : de 2007 à 2008